# Лора Стівенс
Лора Стівенс (англ. Laura Stephens, 2 червня 1999) — британська плавчиня.
Учасниця Олімпійських Ігор 2020 року.
Чемпіонка Європи з водних видів спорту 2020 року.